# ロシア人同盟
ロシア人同盟（リトアニア語: Rusų aljansas、ロシア語: Русский альянс）は、リトアニアの政党。2002年にクライペダで結党された。
2004年リトアニア議会選挙で、ロシア人同盟所属のイリナ・ロゾヴァが農民新民主党連合のリストに登録され、2006年から2008年まで国会議員を務めた。
ロシア人同盟が3回連続で党員リストを法務省に提出しなかったため、2023年、政党登録を失った。